# Fahed Attal
Fahed Attal (arab. فهد عتال; ur. 1 stycznia 1985 w Kalkilji) – palestyński piłkarz, grający na pozycji napastnika w klubie Shabab Al-Khalil SC.
Attal w latach 2004-2012 grał  w reprezentacji Palestyńskiej. Jest najlepszym strzelcem tej reprezentacji w historii. Rozegrał w niej 40 meczów i strzelił 14 goli.